# DDR-Rundfahrt 1955

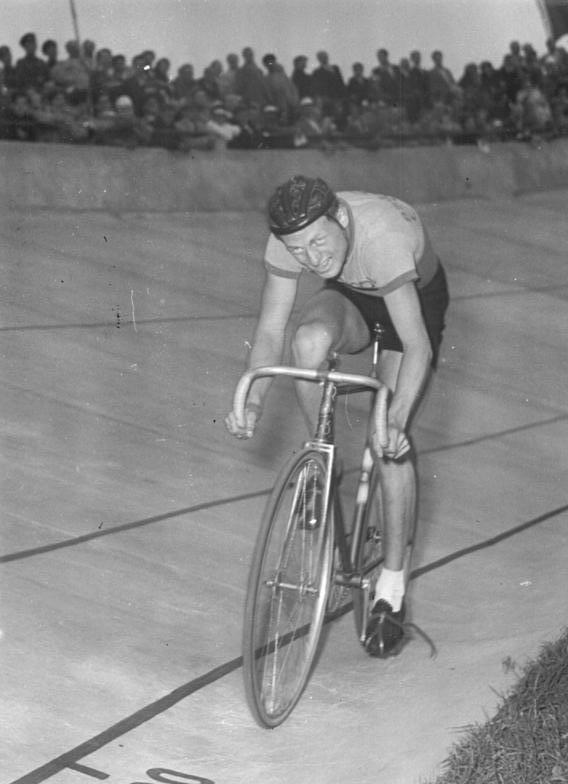
Rundfahrtsieger:
Dieter Lüder

Die DDR-Rundfahrt 1955 wurde vom 4. bis 11. September ausgetragen. Die Rundfahrt fand zum siebten Mal statt und wurde von dem Ost-Berliner Dieter Lüder gewonnen. Bei der Mannschaftswertung siegte das Team des SC Einheit Berlin.

## Teilnehmer
An der Rundfahrt beteiligten sich 21 Mannschaften mit je fünf Fahrern, sodass insgesamt 105 Aktive an den Start gingen. 20 Teams waren aus Sportvereinigungen (SV) und Sportklubs (SC) der DDR gebildet worden. Als einzige nicht aus dem DDR-Bereich kommende Mannschaft war ein Team des Radsportverbandes Nordrhein-Westfalen beteiligt. Folgende Mannschaften traten an:
| - SV Aktivist - SV Aufbau - SV Chemie - SV Dynamo - SV Einheit - SV Empor - SV Fortschritt - SV Lokomotive - SV Medizin - SV Motor - SV Post I - SV Post II | - SV Rotation - SV Stahl - SV Traktor - SV Turbine - SV Wismut - SC Einheit Berlin - SC Wismut Karl-Marx-Stadt - SC DHfK Leipzig - RV Nordrhein-Westfalen |

## Streckenverlauf
Die siebte Rundfahrt hatte eine Länge von 1244 Kilometern und war in sieben Etappen gegliedert. Die Strecke mit Start und Ziel in Ost-Berlin berührte 1955 lediglich den südlichen Teil der DDR. Die erste Etappe von Ost-Berlin nach Stendal war mit 153 Kilometern der kürzeste Tagesabschnitt, auf der vierten Etappe zwischen Erfurt und Gera mussten die Fahrer mit 201 Kilometern die längste Strecke absolvieren. Zwischen Erfurt und Karl-Marx-Stadt wurden zwei Bergetappen durch den Thüringer Wald und das Erzgebirge gefahren.

## Rennverlauf
Als Favorit ging der zweifache Rundfahrtgewinner Gustav-Adolf Schur in das Rennen. Dieser Rolle konnte er nicht gerecht werden, er gewann keine der sieben Etappen und verspielte bereits am ersten Tag seine Chancen, als er mit eineinhalb Minuten Rückstand auf den Etappensieger im Hauptfeld das Ziel erreichte. Sein bestes Ergebnis erreichte er mit Platz vier auf der zweiten Etappe, danach fuhr er wieder nur im Pulk mit und landete schließlich in der Gesamtwertung auf dem fünften Rang. Zunächst prägte Unbeständigkeit die Rundfahrt. Ehe Dieter Lüder von der SV Empor sich auf der vierten Etappe als Vierter einer 14-köpfigen Spitzengruppe mit zwei Minuten Vorsprung das Gelbe Trikot des Spitzenreiters erkämpft hatte, lag nach jedem Tagesabschnitt ein anderer Fahrer in Front. Ohne eine Etappe gewonnen zu haben, gab Lüder die Spitze in der Gesamtwertung nicht mehr ab und gewann schließlich die Rundfahrt mit einem knappen Vorsprung von 23 Sekunden vor Erich Schulz von der ersten Mannschaft der Sportvereinigung Post.
In der Mannschaftswertung konnten sich alle drei gestarteten Sportklubs an der Spitze behaupten. Es siegte der SC Einheit Berlin mit seinen Fahrern Rudi Kirchhoff (7. der Einzelwertung), Erwin Wittig (9.), Benno Funda (10.), Werner Malitz und Horst Tüller mit einem Vorsprung von 1:41 Minuten. Als beste Mannschaft einer Sportvereinigung landete die SV Motor noch hinter den Fahrern des Landesverbandes Nordrhein-Westfalen (4.) mit über 37 Minuten Rückstand auf den Sieger auf Rang fünf.
| Etappe | Start – Ziel              | Länge (km) | Sieger               | Mannschaft        | Zeit (h) |
| ------ | ------------------------- | ---------- | -------------------- | ----------------- | -------- |
| 1      | Ost-Berlin – Stendal      | 153        | Günter Wilm          | RV Nordrhein-W.   | 3:55:11  |
| 2      | Stendal – Halle (Saale)   | 187        | Fritz Jährling       | SV Einheit        | 5:06:29  |
| 3      | Halle (Saale) – Erfurt    | 155        | Horst Rauschenberger | SV Empor          | 4:26:00  |
| 4      | Erfurt – Gera             | 201        | Georg Stoltze        | SV Lokomotive     | 5:23:27  |
| 5      | Gera – Karl-Marx-Stadt    | 163        | Benno Funda          | SC Einheit Berlin | 4:39:08  |
| 6      | Karl-Marx-Stadt – Cottbus | 200        | Günter Grünwald      | SC DHfK Leipzig   | 5:20:38  |
| 7      | Cottbus – Ost-Berlin      | 185        | Fritz Jährling       | SV Einheit        | 4:59:04  |

## Endergebnisse
|      | Fahrer             | Mannschaft                | Zeit (h) |
| 01.  | Dieter Lüder       | SV Empor                  | 34:08:52 |
| 02.  | Erich Schulz       | SV Post I                 | 34:09:15 |
| 03.  | Günter Grünwald    | SC DHfK Leipzig           | 34:10:19 |
| 04.  | Lothar Meister II  | SC Wismut Karl-Marx-Stadt | 34:10:50 |
| 05.  | Gustav-Adolf Schur | SC DHfK Leipzig           | 34:12:41 |
| 06.  | Steinzen           | RV Nordrhein-W.           | 34:12:48 |
| 07.  | Rudi Kirchhoff     | SC Einheit Berlin         | 34:13:22 |
| 08.  | Zimmermann         | SC DHfK Leipzig           | 34:14:07 |
| 09.  | Erwin Wittig       | SC Einheit Berlin         | 34:14:46 |
| 010. | Benno Funda        | SC Einheit Berlin         | 34:15:01 |
| 011. | Lothar Meister I   | SC Wismut Karl-Marx-Stadt | 34:15:35 |
| 012. | Werner Malitz      | SC Einheit Berlin         | 34:16:22 |
| 013. | Schober            | SC Wismut Karl-Marx-Stadt | 34:16:53 |
| 014. | Ostheider          | SV Motor                  | 34:17:27 |
| 015. | Wolfgang Grabo     | SV Chemie                 | 34:17:43 |
| 016. | Helmut Zirngibl    | SV Rotation               | 34:21:18 |
| 017. | Grünfeld           | RV Nordrhein-W.           | 34:21:54 |
| 018. | Fuchs              | SV Motor                  | 34:22:15 |
| 019. | Lepperhoff         | RV Nordrhein-W.           | 34:22:18 |
| 020. | Jährling           | SV Einheit                | 34:24:41 |
| 0 …  |                    |                           |          |

|      | Mannschaft                | Zeit (h)  |
| 01.  | SC Einheit Berlin         | 102:32:16 |
| 02.  | SC DHfK Leipzig           | 102:33:57 |
| 03.  | SC Wismut Karl-Marx-Stadt | 102:40:09 |
| 04.  | RV Nordrhein-Westfalen    | 102:42:25 |
| 05.  | SV Motor                  | 103:08:08 |
| 06.  | SV Einheit                | 103:15:55 |
| 07.  | SV Empor                  | 103:16:22 |
| 08.  | SV Rotation               | 103:16:31 |
| 09.  | SV Lokomotive             | 103:22:51 |
| 010. | SV Chemie                 | 103:29:27 |
| 011. | SV Medizin                | 103:34:40 |
| 012. | SV Fortschritt            | 103:42:42 |
| 013. | SV Wismut                 | 103:55:07 |
| 014. | SV Post I                 | 103:56:26 |
| 015. | SV Traktor                | 104:05:03 |
| 0 …  |                           |           |